# Novembre 1825

## Événements
- 7 novembre, États-Unis : l'affaire criminelle Beauchamp-Sharp inspire plusieurs écrivains.

- 26 novembre, États-Unis : fondation de la fraternité d'étudiants Kappa Alpha Society à l'Union College.

- 30 novembre, France :
  - 100 000 personnes participent à Paris aux obsèques du général d'Empire Maximilien Sébastien Foy;
  - reconnaissance par la France de l'indépendance des États d'Amérique du Sud.

## Naissances
- 6 novembre : Charles Garnier, architecte français.
- 8 novembre : Ludwig Carl Christian Koch, médecin et arachnologiste allemand († 1908).
- 15 novembre : Aleksander Rycerski, peintre polonais († 30 novembre 1866).
- 29 novembre : Jean-Martin Charcot (mort en 1893), médecin neurologue français.
- 30 novembre : William Bouguereau, peintre français († 19 août 1905).